# Blanktjärnen (Undersåkers socken, Jämtland)
Blanktjärnen är en sjö i Bergs kommun och Åre kommun i Jämtland och ingår i Indalsälvens huvudavrinningsområde. Sjön har en area på 0,167 kvadratkilometer och ligger 847,2 meter över havet. Sjön avvattnas av vattendraget Blankan.

## Delavrinningsområde
Blanktjärnen ingår i det delavrinningsområde (699350-137544) som SMHI kallar för Utloppet av Blanktjärnen. Medelhöjden är 859 meter över havet och ytan är 1,66 kvadratkilometer. Det finns ett avrinningsområde uppströms, och räknas det in blir den ackumulerade arean 30,76 kvadratkilometer. Blankan som avvattnar avrinningsområdet har biflödesordning 3, vilket innebär att vattnet flödar genom totalt 3 vattendrag innan det når havet efter 345 kilometer. Avrinningsområdet består mestadels av kalfjäll (90 procent). Avrinningsområdet har 0,16 kvadratkilometer vattenytor vilket ger det en sjöprocent på 9,9 procent.